# Lista stacji i przystanków kolejowych w Emilii-Romanii
To jest lista stacji kolejowych w regionie Emilia-Romania, będących własnością Rete Ferroviaria Italiana, oddziału włoskiej firmy Ferrovie dello Stato.

## Lista
| Stacja                                  | Miejsce                     | Prowincja     | Kategoria |
| --------------------------------------- | --------------------------- | ------------- | --------- |
| Alfonsine                               | Alfonsine                   | Rawenna       | Bronze    |
| Anzola dell’Emilia                      | Anzola dell’Emilia          | Bolonia       | Bronze    |
| Argenta                                 | Argenta                     | Ferrara       | Silver    |
| Bagnacavallo                            | Bagnacavallo                | Rawenna       | Silver    |
| Barbiano                                | Barbiano                    | Rawenna       | Bronze    |
| Bellaria                                | Bellaria                    | Rimini        | Silver    |
| Berceto                                 | Berceto                     | Parma         | Bronze    |
| Bologna Borgo Panigale                  | Bolonia                     | Bolonia       | Silver    |
| Bologna Centrale                        | Bolonia                     | Bolonia       | Platinum  |
| Bologna Corticella                      | Bolonia                     | Bolonia       | Bronze    |
| Bologna Fiere                           | Bolonia                     | Bolonia       | Bronze    |
| Bologna San Ruffillo                    | Bolonia                     | Bolonia       | Silver    |
| Borghetto Parmense                      | Borghetto Parmense          | Parma         | Bronze    |
| Borgo Val di Taro                       | Borgo Val di Taro           | Parma         | Silver    |
| Borgonuovo                              | Borgonuovo                  | Bolonia       | Bronze    |
| Brisighella                             | Brisighella                 | Rawenna       | Bronze    |
| Busseto                                 | Busseto                     | Parma         | Silver    |
| Cadeo                                   | Cadeo                       | Piacenza      | Bronze    |
| Calderara-Bargellino                    | Calderara di Reno           | Bolonia       | Bronze    |
| Camposanto                              | Camposanto                  | Modena        | Bronze    |
| Caorso                                  | Caorso                      | Piacenza      | Bronze    |
| Carbona                                 | Carbona                     | Bolonia       | Bronze    |
| Carpi                                   | Carpi                       | Modena        | Silver    |
| Casalecchio di Reno                     | Casalecchio di Reno         | Bolonia       | Silver    |
| Casalecchio Garibaldi                   | Casalecchio di Reno         | Bolonia       | Bronze    |
| Castel San Giovanni                     | Castel San Giovanni         | Piacenza      | Silver    |
| Castel San Pietro Terme                 | Castel San Pietro Terme     | Bolonia       | Silver    |
| Castelbolognese-Riolo Terme             | Castel Bolognese            | Rawenna       | Silver    |
| Casteldebole                            | Bolonia                     | Bolonia       | Bronze    |
| Castelfranco Emilia                     | Castelfranco Emilia         | Modena        | Silver    |
| Castelguelfo                            | Castelguelfo                | Parma         | Bronze    |
| Castelmaggiore                          | Castel Maggiore             | Bolonia       | Bronze    |
| Castelvetro                             | Castelvetro Piacentino      | Piacenza      | Bronze    |
| Castione dei Marchesi                   | Castione dei Marchesi       | Parma         | Bronze    |
| Cattolica-San Giovanni-Gabicce          | Cattolica                   | Rimini        | Silver    |
| Cervia-Milano Marittima                 | Cervia                      | Rawenna       | Silver    |
| Cesena                                  | Cesena                      | Forlì-Cesena  | Silver    |
| Cesenatico                              | Cesenatico                  | Forlì-Cesena  | Silver    |
| Citerna Taro                            | Citerna Taro                | Parma         | Bronze    |
| Classe                                  | Classe                      | Rawenna       | Bronze    |
| Collecchio                              | Collecchio                  | Parma         | Bronze    |
| Colorno                                 | Colorno                     | Parma         | Bronze    |
| Conselice                               | Conselice                   | Rawenna       | Bronze    |
| Coronella                               | Coronella                   | Ferrara       | Bronze    |
| Cotignola                               | Cotignola                   | Rawenna       | Bronze    |
| Crevalcore                              | Crevalcore                  | Bolonia       | Silver    |
| Faenza                                  | Faenza                      | Rawenna       | Gold      |
| Felegara-Sant’Andrea Bagni              | Felegara                    | Parma         | Bronze    |
| Ferrara                                 | Ferrara                     | Ferrara       | Gold      |
| Fidenza                                 | Fidenza                     | Parma         | Silver    |
| Fiorenzuola                             | Fiorenzuola d’Arda          | Piacenza      | Silver    |
| Fognano                                 | Fognano                     | Rawenna       | Bronze    |
| Forlì                                   | Forlì                       | Forlì-Cesena  | Gold      |
| Forlimpopoli-Bertinoro                  | Forlimpopoli                | Forlì-Cesena  | Bronze    |
| Fornovo                                 | Fornovo di Taro             | Parma         | Silver    |
| Funo Centergross                        | Funo                        | Bolonia       | Bronze    |
| Gaibanella                              | Gaibanella                  | Ferrara       | Bronze    |
| Galliera                                | Galliera                    | Bolonia       | Silver    |
| Gambettola                              | Gambettola                  | Forlì-Cesena  | Silver    |
| Gatteo a Mare                           | Gatteo                      | Forlì-Cesena  | Bronze    |
| Glorie                                  | Glorie                      | Rawenna       | Bronze    |
| Godo                                    | Godo                        | Ravenna       | Bronze    |
| Granarolo Faentino                      | Granarolo Faentino          | Ravenna       | Bronze    |
| Grizzana                                | Grizzana Morandi            | Bolonia       | Silver    |
| Igea Marina                             | Igea Marina                 | Rimini        | Bronze    |
| Imola                                   | Imola                       | Bolonia       | Silver    |
| Lama di Reno                            | Lama di Reno                | Bolonia       | Bronze    |
| Lavezzola                               | Lavezzola                   | Rawenna       | Silver    |
| Lido di Classe-Lido di Savio            | Lido di Classe              | Rawenna       | Silver    |
| Lugo                                    | Lugo                        | Rawenna       | Silver    |
| Marzabotto                              | Marzabotto                  | Bolonia       | Silver    |
| Massalombarda                           | Massa Lombarda              | Rawenna       | Bronze    |
| Medesano                                | Medesano                    | Parma         | Bronze    |
| Mezzani-Rondani                         | Mezzani                     | Parma         | Bronze    |
| Mezzano                                 | Mezzano                     | Rawenna       | Bronze    |
| Mirandola                               | Mirandola                   | Modena        | Silver    |
| Misano Adriatico                        | Misano Adriatico            | Rimini        | Silver    |
| Modena                                  | Modena                      | Modena        | Gold      |
| Montesanto                              | Montesanto                  | Ferrara       | Bronze    |
| Monticelli d’Ongina                     | Monticelli d’Ongina         | Piacenza      | Bronze    |
| Monzuno-Vado                            | Monzuno                     | Bolonia       | Silver    |
| Noceto                                  | Noceto                      | Parma         | Bronze    |
| Osteria Nuova                           | Sala Bolognese              | Bolonia       | Bronze    |
| Ostia Parmense                          | Borgo Val di Taro           | Parma         | Bronze    |
| Ozzano dell’Emilia                      | Ozzano dell’Emilia          | Bolonia       | Silver    |
| Ozzano Taro                             | Ozzano Taro                 | Parma         | Bronze    |
| Parma                                   | Parma                       | Parma         | Gold      |
| Piacenza                                | Piacenza                    | Piacenza      | Gold      |
| Pian di Venola                          | Pian di Venola              | Bolonia       | Bronze    |
| Pianoro                                 | Pianoro                     | Bolonia       | Silver    |
| Pioppe di Salvaro                       | Pioppe di Salvaro           | Bolonia       | Silver    |
| Poggio Renatico                         | Poggio Renatico             | Ferrara       | Silver    |
| Pontecchio Marconi                      | Pontecchio Marconi          | Bolonia       | Bronze    |
| Pontelagoscuro                          | Pontelagoscuro              | Ferrara       | Bronze    |
| Pontenure                               | Pontenure                   | Piacenza      | Bronze    |
| Porretta Terme                          | Porretta Terme              | Bolonia       | Silver    |
| Portomaggiore                           | Portomaggiore               | Ferrara       | Silver    |
| Rastignano                              | Rastignano                  | Bolonia       | Bronze    |
| Ravenna                                 | Rawenna                     | Rawenna       | Gold      |
| Reggio Emilia                           | Reggio Emilia               | Reggio Emilia | Gold      |
| Riccione                                | Riccione                    | Rimini        | Silver    |
| Rimini                                  | Rimini                      | Rimini        | Gold      |
| Rimini Miramare                         | Rimini                      | Rimini        | Silver    |
| Rimini Torre Pedrera                    | Rimini                      | Rimini        | Bronze    |
| Rimini Viserba                          | Rimini                      | Rimini        | Bronze    |
| RiminiFiera                             | Rimini                      | Rimini        | Silver    |
| Riola                                   | Riola                       | Bolonia       | Silver    |
| Rolo-Novi-Fabbrico                      | Rolo                        | Reggio Emilia | Silver    |
| Rottofreno                              | Rottofreno                  | Piacenza      | Bronze    |
| Rubiera                                 | Rubiera                     | Reggio Emilia | Bronze    |
| Russi                                   | Russi                       | Rawenna       | Silver    |
| Sant’Agata sul Santerno                 | Sant’Agata sul Santerno     | Rawenna       | Bronze    |
| Sant’Arcangelo di Romagna               | Santarcangelo di Romagna    | Rimini        | Silver    |
| San Benedetto Sambro-Castiglione Pepoli | San Benedetto Val di Sambro | Bolonia       | Silver    |
| San Biagio                              | San Biagio di Argenta       | Ferrara       | Bronze    |
| San Cassiano                            | San Cassiano                | Rawenna       | Bronze    |
| San Felice sul Panaro                   | San Felice sul Panaro       | Modena        | Silver    |
| San Giorgio di Piano                    | San Giorgio di Piano        | Bolonia       | Silver    |
| San Giovanni in Persiceto               | San Giovanni in Persiceto   | Bolonia       | Silver    |
| San Giuliano Piacentino                 | San Giuliano Piacentino     | Piacenza      | Bronze    |
| Sant’Ilario d’Enza                      | Sant’Ilario d’Enza          | Reggio Emilia | Bronze    |
| San Lazzaro di Savena                   | San Lazzaro di Savena       | Bolonia       | Bronze    |
| San Martino in Gattara                  | San Martino in Gattara      | Rawenna       | Bronze    |
| San Nicolò                              | San Nicolò a Trebbia        | Piacenza      | Bronze    |
| San Patrizio                            | San Patrizio di Conselice   | Rawenna       | Bronze    |
| San Pietro in Casale                    | San Pietro in Casale        | Bolonia       | Silver    |
| Salsomaggiore Terme                     | Salsomaggiore Terme         | Parma         | Silver    |
| Samoggia                                | Samoggia                    | Bolonia       | Bronze    |
| Sarmato                                 | Sarmato                     | Piacenza      | Bronze    |
| Sasso Marconi                           | Sasso Marconi               | Bolonia       | Silver    |
| Savignano sul Rubicone                  | Savignano sul Rubicone      | Forlì-Cesena  | Silver    |
| Silla                                   | Silla                       | Bolonia       | Silver    |
| Solarolo                                | Solarolo                    | Rawenna       | Bronze    |
| Solignano                               | Solignano                   | Parma         | Bronze    |
| Strada Casale                           | Strada Casale               | Rawenna       | Bronze    |
| Torrile-San Polo                        | Torrile                     | Parma         | Silver    |
| Vaio Ospedale                           | Fidenza                     | Parma         | Bronze    |
| Varignana                               | Varignana                   | Bolonia       | Bronze    |
| Vergato                                 | Vergato                     | Bolonia       | Silver    |
| Vicofertile                             | Vicofertile                 | Parma         | Bronze    |
| Villanova d’Arda                        | Villanova sull’Arda         | Piacenza      | Bronze    |
| Villanova di Reggiolo                   | Reggiolo                    | Reggio Emilia | Bronze    |
| Voltana                                 | Voltana                     | Rawenna       | Bronze    |